# Puente de Vilela (Aveleda)
No confundir con el puente de Vilela (Vilela).
El puente de Vilela es un puente situado en el lugar de Vilela, en la freguesia de Aveleda, municipio de Lousada (norte de Portugal). Cruza el río Sousa y forma parte de la Ruta del Románico del valle del Sousa.
Su datación es incierta. Aunque su factura es románica, se cree que pudo construirse entre los siglos XVII y XVIII, época en que se mejoraron notablemente las comunicaciones del valle. Consta de cuatro arcos de medio punto apoyados interiormente sobre pilonos reforzados con cuerpos triangulares y sobre arranques cuadrangulares en las riberas. Su fábrica es de sillería de granito. El tablero es horizontal sobre los arcos centrales e inclinado en los extremos.